# سید منصور خلیلی عراقی
سید منصور خلیلی عراقی ( زاده ۱۰ بهمن ۱۳۲۷ در تهران) اقتصاددان اهل ایران است. وی استاد تمام گروه اقتصاد بین‌رشته‌ای دانشکده اقتصاد دانشگاه تهران است. او بیست و هشتمین رئیس دانشگاه تهران (۸۱–۱۳۷۶) بوده‌است. وی کارشناسی خود را در اقتصاد از دانشگاه تهران (۱۳۵۰) و کارشناسی ارشد (۱۳۵۶) و دکترای (۱۳۶۱) خود را در همین رشته از دانشگاه کالیفرنیا دریافت کرده‌است.